# Macauley King
Macauley King (sinh ngày 4 tháng 10 năm 1995) là một cầu thủ bóng đá người Anh thi đấu ở vị trí hậu vệ cho Indy Eleven ở USL Championship. Lúc còn ở đại học, anh thi đấu ở Premier Development League với Mississippi Brilla, Charlotte Eagles, và Seattle Sounders FC U-23.